# Liste der Schweizer Botschafter in Spanien
Ab 1861 Honorargeneralkonsulat, ab 1910 Umwandlung des Honorargeneralkonsulats zur Gesandtschaft, ab 1918 selbständige Gesandtschaft, seit 1957 Botschaft. 1957 wurde die Gesandtschaft zu einer Botschaft aufgewertet.
Zwischen 1918 und 1941 war der Missionschef auch in Portugal akkreditiert und ist seit 1996 in Andorra akkreditiert.

## Missionschefs

### Gesandte
- 1910–1914: Alfred Mengotti (1866–1925)  Generalkonsul und Geschäftsträger
- 1914–1918: Alfred Mengotti (1866–1925), Ministerresident
- 1918–1925: Alfred Mengotti (1866–1925), Gesandter
- 1925–1932: Maxime de Stoutz (1880–1969)
- 1932–1938: Karl Egger (1881–1950)
- 1938–1939: Eugène Broye (1886–1953), 1938 als Offiziöser Vertreter in San Sebastian, 1939 als Schweizerischer Gesandte in Burgos.
- 1939–1951: Eugène Broye (1886–1953), mit Sitz in Madrid.
- 1951–1957: Philippe Zutter (1904–1984)

### Botschafter
- 1957–1959: Philippe Zutter (1904–1984)
- 1959–1966: Mario Fumasoli (1901–1989)
- 1967–1971: Robert Maurice (1906–1998)
- 1971–1974: André Parodi (1909–1990)
- 1974–1979: Samuel François Campiche (1914–2004)
- 1979–1982: Albert Natural (1918–2002)
- 1982–1987: Pierre Cuénoud (1922–2007)
- 1987–1993: Roland Wermuth (1930–)
- 1993–2000: Rudolf Schaller (1947–)
- 2000–2004: Josef Doswald (1947–)
- 2004–2007: Armin Ritz (1945-)
- 2007–2010: Jean-Philippe Tissières (1951-)
- 2010–2013: Urs Ziswiler
- 2013–2017: Thomas Kolly (1957–)
- 2017–2020: Giulio Haas[2]
- 2020-heute: Hanspeter Mock